# Ланцюгова лінія

Ланцюгова лінія при різних значеннях параметра

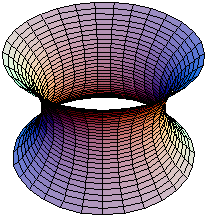
Катеноїд

Ланцюгова лінія, чи катена́рія (лат. catenaria, від catēna — «ланцюг») — лінія, форму якої набуває гнучка однорідна нерозтяжна важка нитка або ланцюг (звідси назва) із закріпленими кінцями в однорідному гравітаційному полі. Вона є плоскою трансцендентною кривою. Рівняння в прямокутних координатах:{\displaystyle y=a~\operatorname {ch} {x \over a}={a \over 2}{\bigg (}e^{x \over a}+e^{-x \over a}{\bigg )},}де {\displaystyle \operatorname {ch} } — гіперболічний косинус.

## Властивості
- Крива є симетричною відносно осі ординат.
- Довжина дуги {\displaystyle AM}, де {\displaystyle A(0,a),M(x,y)}, дорівнює{\displaystyle L=a~\operatorname {sh} {x \over a}={a \over 2}(e^{x/a}-e^{-x/a}),}де {\displaystyle \operatorname {sh} } — гіперболічний синус.

- Проєкція ординати довільної точки ланцюгової лінії на нормаль у цій точці є сталою величиною і дорівнює {\displaystyle a}.
- Радіус кривини ланцюгової лінії в будь-якій її точці можна обчислити за формулою: {\textstyle R={y^{2} \over a}=a~\operatorname {ch} ^{2}{x \over a}}.
- Площа фігури, обмеженої ланцюговою лінією, заданою на проміжку {\displaystyle (x_{1};x_{2})} і віссю абсцис, дорівнює {\textstyle S=a^{2}{\bigg (}{\operatorname {sh} x_{2} \over a}-{\operatorname {sh} x_{1} \over a}{\bigg )}=a{\bigg (}{\sqrt {y_{2}^{2}-a^{2}}}-{\sqrt {y_{1}^{2}-a^{2}}}{\bigg )}}.
- Якщо дугу ланцюгової лінії обертати навколо осі {\displaystyle Ox}, то утвориться поверхня обертання, яка називається катеноїдом.

## Історичні відомості
Протягом сторіч відомі вчені досліджували ланцюгову лінію, знаходили певні закономірності, досліджували їх властивості. На сьогодні нам вже відомо безліч можливостей її застосування.
У книзі Галілея «Бесіди і математичні докази …» (1638 р) було запропоновано наступний спосіб побудови параболи:
"Заб'ємо в стіну два цвяха на однаковій висоті над горизонтом і на такій відстані один від одного, щоб вона дорівнювала подвійній ширині прямокутника, на якому можна побудувати одну гілку параболи; між цвяхами підвісимо тонкий ланцюжок, який звішувався б вниз і був такої довжини, щоб найнижча його точка знаходилася від рівня цвяха на відстані, рівному висоті прямокутника. Цей ланцюжок, звисаючи, розташується у вигляді параболи, так що, відзначивши її слід на стіні пунктиром, ми отримаємо параболу, яку навпіл розсікає перпендикуляр, проведений через середину лінії, що з'єднує обидва цвяха".
Спосіб цей простий і наочний, але не точний. Це розумів і сам Галілей. Насправді, якщо параболу побудувати за всіма правилами, то між нею і ланцюжком виявляться щілини. Тільки через півстоліття після виходу книги Галілея старший з двох братів-математиків Бернуллі Якоб знайшов теоретичним шляхом точну формулу провислого ланцюжка. Не поспішаючи повідомляти своє рішення задачі, він кинув виклик іншим математикам. Правильне рішення вже в наступному 1691 р. опублікували  Християн Гюйгенс, Ґотфрід Ляйбніц і молодший брат Якоба Йоганн Бернуллі. Всі вони користувалися для вирішення завдання, по-перше, законами механіки, а по-друге, могутніми засобами нещодавно розробленого тоді математичного аналізу — диференціюванням та інтегруванням. Саме Гюйгенс запропонував термін Ланцюгова лінія (catenary) (1690) (лат. catenary — ланцюг; англ. chain).

## Отримання формули

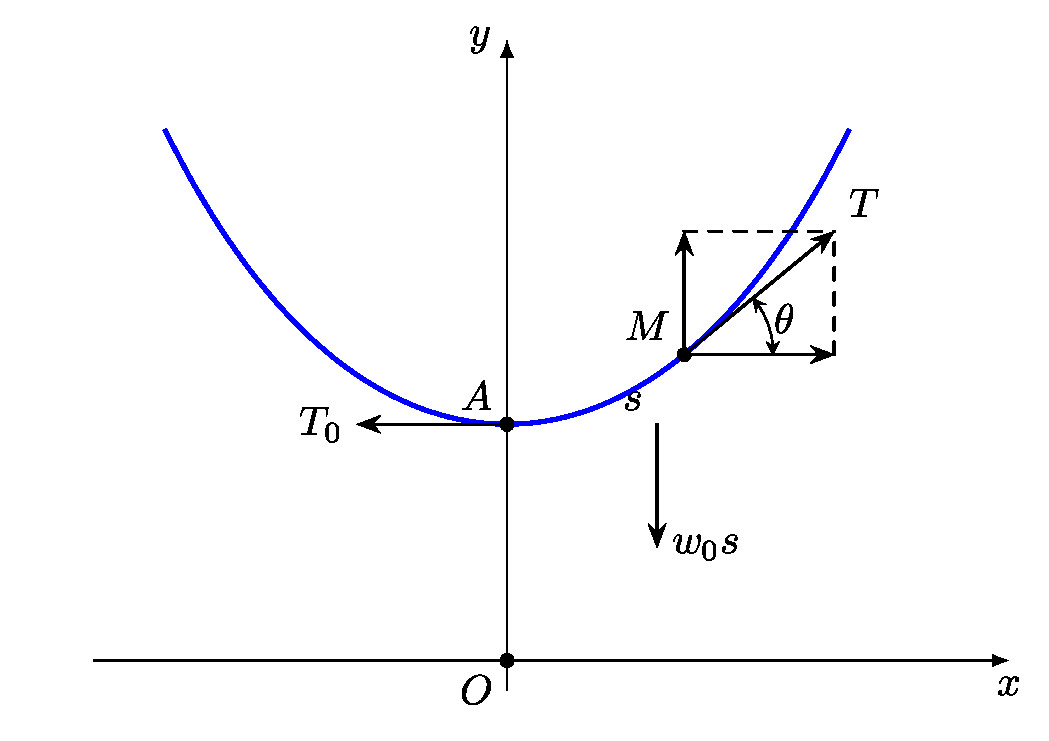
Сили, які діють на ланцюг.

Розглянемо сили, які діють на ланцюг. Нехай
{\displaystyle A(0,y_{0})} — це нижня точка ланцюга.
{\displaystyle M(x,y)} — деяка довільна точка ланцюга.
{\displaystyle s} — довжина дуги {\displaystyle AM} кривої.
{\displaystyle w_{0}} — лінійна густина ланцюга.
Дуга {\displaystyle AM} знаходиться у рівновазі. На неї діють три сили:
— напруження {\displaystyle T_{0}} в точці {\displaystyle A};
— напруження {\displaystyle T} в точці {\displaystyle M};
— вага {\displaystyle w_{0}sg} ділянки {\displaystyle AM}.
Сила напруження діє по дотичній в точках {\displaystyle A} та {\displaystyle M}. Можемо записати наступні рівняння:
{\displaystyle T_{0}=T\cos \theta }
та
{\displaystyle w_{0}sg=T\sin \theta }.
Поділемо ці рівняння і отримаємо:
{\displaystyle \operatorname {tg} \theta =as,}
де {\displaystyle a={\frac {w_{0}g}{T_{0}}}}. Але {\displaystyle \operatorname {tg} \theta } дорівнює  похідній в точці {\displaystyle {\frac {dy}{dx}}}. Отже,
{\displaystyle as={\frac {dy}{dx}}.}
Продиференціюємо це рівняння по {\displaystyle x}.
{\displaystyle {\frac {d^{2}y}{dx^{2}}}=a{\frac {ds}{dx}}.}
Застосуємо відому формулу диференціала дуги: {\displaystyle ds^{2}=dx^{2}+dy^{2}} і отримаємо диференціальне рівняння другого порядку:
{\displaystyle {\frac {d^{2}y}{dx^{2}}}=a{\sqrt {1+\left({\frac {dy}{dx}}\right)^{2}}}.}
Зробимо заміну: {\displaystyle p={\frac {dy}{dx}}.} Тоді
{\displaystyle {\frac {dp}{dx}}=a{\sqrt {1+p^{2}}}.}
Відокремимо змінні
{\displaystyle {\frac {dp}{\sqrt {1+p^{2}}}}=a\,dx}
і проінтегруємо
{\displaystyle \int {\frac {dp}{\sqrt {1+p^{2}}}}=\int a\,dx}
Ліворуч:
{\displaystyle \int {\frac {dp}{\sqrt {1+p^{2}}}}=\ln \left({\sqrt {1+p^{2}}}+p\right)+c_{1}.}
Праворуч:
{\displaystyle \int a\,dx=ax+c_{2}.}
Отже,
{\displaystyle \ln \left({\sqrt {1+p^{2}}}+p\right)=ax+c_{3}.}
Для {\displaystyle x=0} ми маємо {\displaystyle \operatorname {tg} \theta ={\frac {dy}{dx}}=p=0}, отже {\displaystyle c_{3}=0} і
{\displaystyle \ln \left({\sqrt {1+p^{2}}}+p\right)=ax},
звідки
{\displaystyle e^{ax}={\sqrt {1+p^{2}}}+p.}
Далі
{\displaystyle e^{-ax}={\frac {1}{{\sqrt {1+p^{2}}}+p}}={\frac {1}{{\sqrt {1+p^{2}}}+p}}\cdot {\frac {{\sqrt {1+p^{2}}}-p}{{\sqrt {1+p^{2}}}-p}}={\frac {{\sqrt {1+p^{2}}}-p}{1+p^{2}-p^{2}}}={\sqrt {1+p^{2}}}-p}.
Отже,
{\displaystyle p={\frac {dy}{dx}}={\frac {e^{ax}-e^{-ax}}{2}}}
і
{\displaystyle y={\frac {e^{ax}+e^{-ax}}{2a}}+c_{4}}.
Візьмемо {\displaystyle c_{4}=0}. А також замінимо {\displaystyle a} на {\displaystyle {\frac {1}{a}}}. Остаточно маємо:
{\displaystyle y=a{\frac {e^{x/a}+e^{-x/a}}{2}}=a\cdot \operatorname {ch} {\frac {x}{a}}}
і нижня точка має координати {\displaystyle (0,a)}

## Застосування ланцюгової лінії

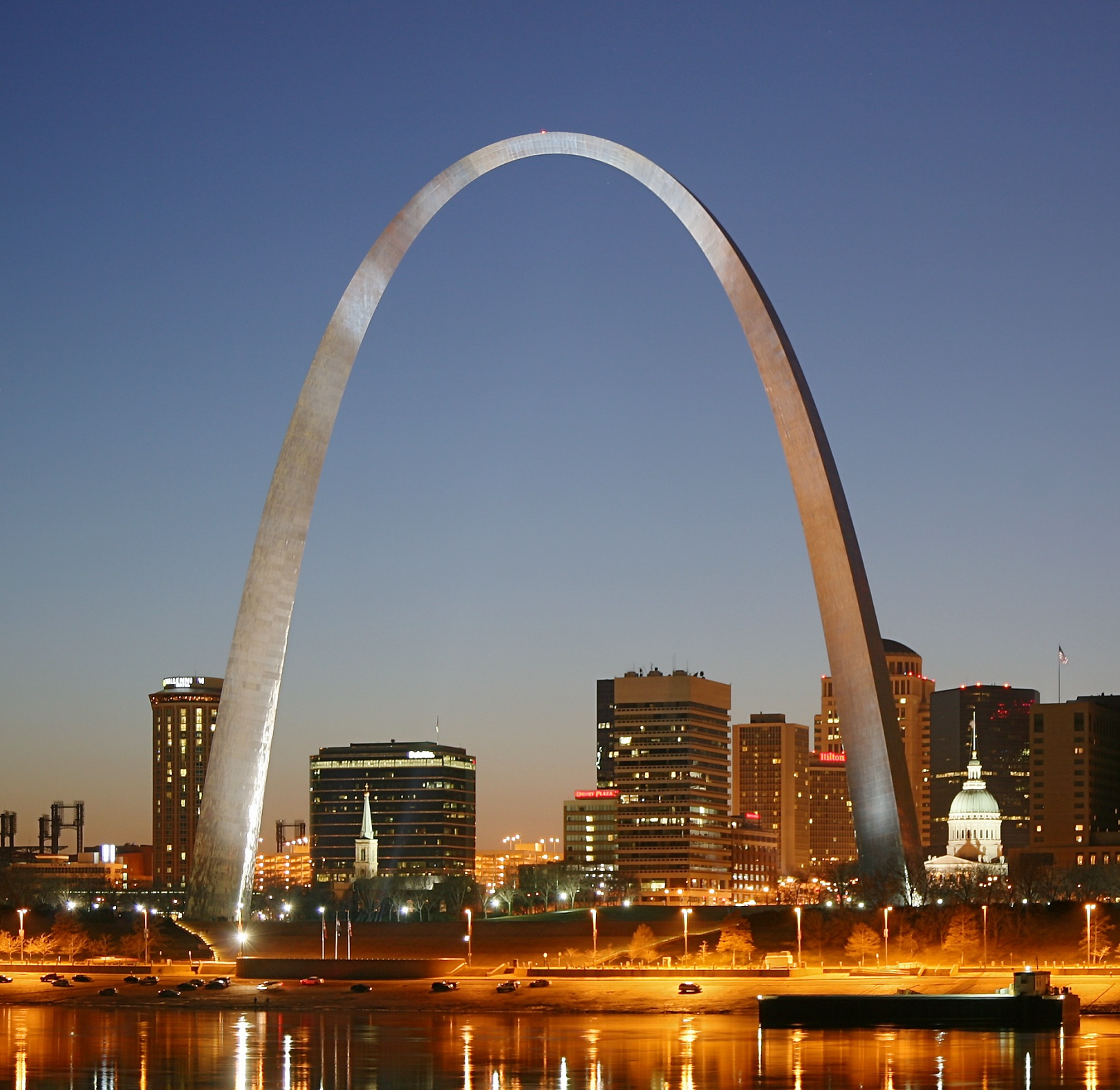
Арка «Ворота на захід»

### Застосування в техніці
В області техніки ланцюгова лінія використовується в розрахунках, пов'язаних з провисанням ниток — проводів, тросів і т. д.
При виведенні рівняння ланцюгової лінії зазначається, що {\displaystyle a={T \over \gamma }} , де {\displaystyle T} — натяг нитки в вершині, а {\displaystyle \gamma } — питома щільність матеріалу, з якого зроблена нитка. Далі, горизонтальна складова сили натягу {\displaystyle t} в довільній точці ланцюгової лінії  визначалася виразом {\displaystyle t\operatorname {cos} {a}}, і з огляду на те, що нитка знаходилась в рівновазі, була отримана рівність {\displaystyle t\operatorname {cos} {a}=T}. Виключаємо параметр {\displaystyle T} з цієї рівності та попередньої, отримуємо{\displaystyle t={{a~\gamma } \over {\operatorname {cos} a}}=a~\gamma ~{\sqrt {1+\operatorname {tg} ^{2}a}}=a~\gamma ~{\sqrt {{1+y'}^{2}}}=a~\gamma ~{\operatorname {ch} {x \over a}}=\gamma ~y,}
тобто, сила натягу {\displaystyle t} в довільній точці ланцюгової лінії дорівнює вазі частини нитки, довжина якої дорівнює ординаті цієї точки.
Говорячи про застосування ланцюгової лінії в техніці, варто згадати про так звані лінії склепінь, що має рівняння
{\displaystyle y=c{\bigg (}e^{x \over a}+e^{-{x \over a}}{\bigg )}.}

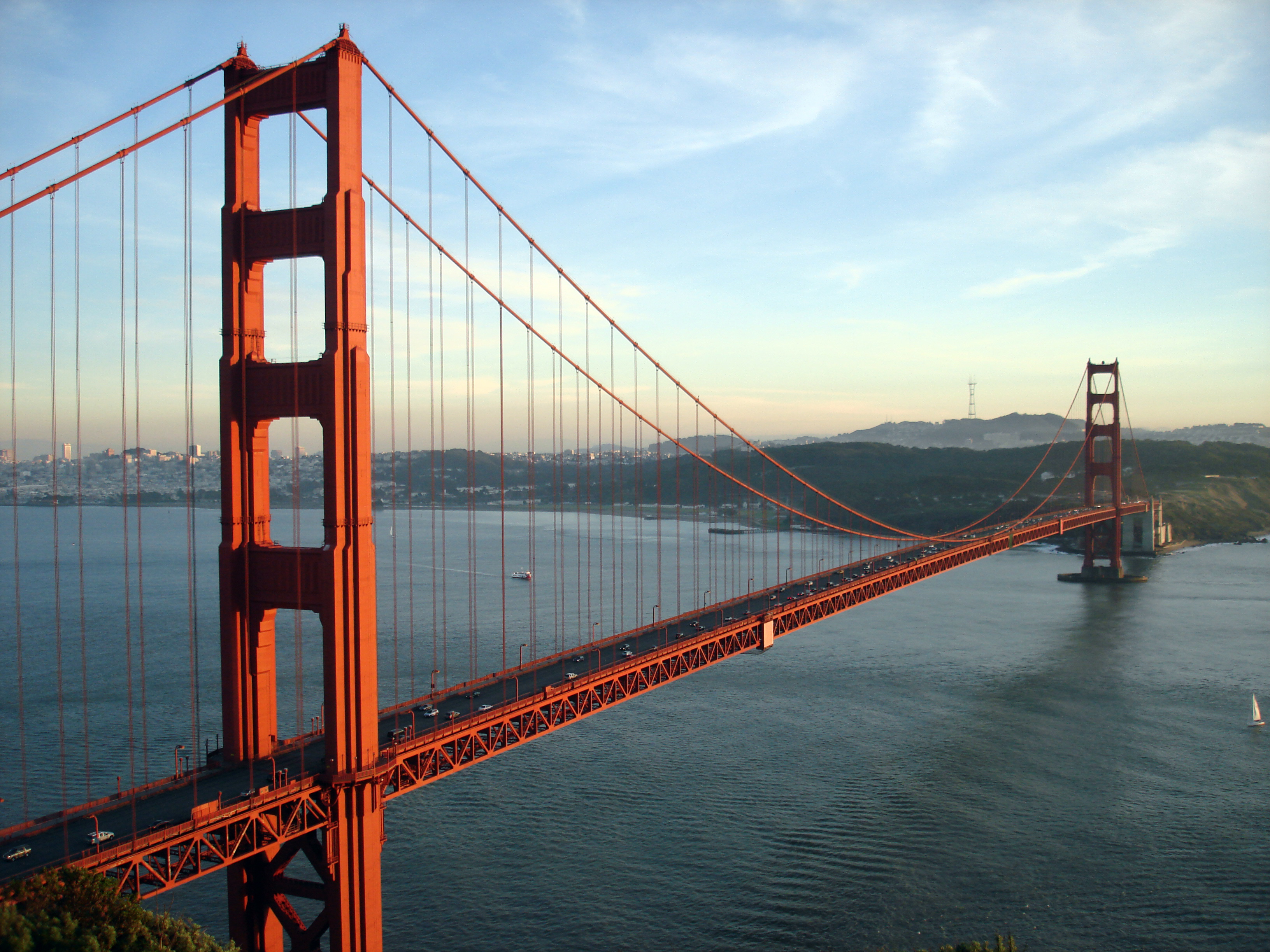
Міст «Золота Брама»

Цю криву можна отримати афінним перетворенням звичайної ланцюгової лінії. Вона знаходить застосування в будівельній техніці при проектуванні склепінь.

### Проектування арок та будівництво мостів
Ланцюгова лінія  використовується в будівництві арок (оскільки форма арки  у вигляді перевернутої ланцюгової лінії найбільш вдало розподіляє навантаження), при будуванні мостів, при розрахунках, пов'язаних із провисанням проводів, канатів  (однорідний канат або ланцюг вільно підвішений за свої кінці, набуває форми графіка гіперболічного косинуса, який ще називають ланцюговою лінією).
Перевернута ланцюгова лінія — ідеальна форма для арок. Однорідна арка у формі перевернутої ланцюгової лінії відчуває тільки деформації стиску, але не зламу.
Форма ланцюгової лінії постійно  змінюється під впливом різних випадкових і невипадкових факторів, тому теоретично складно виявити закономірність цієї зміни. Для відносно коротких робочих ланцюгів та невеликих провисань ланцюгову лінію можна замінити параболою.

На арці Саарінена в Сент-Луїсі  написана її формула в футах :      

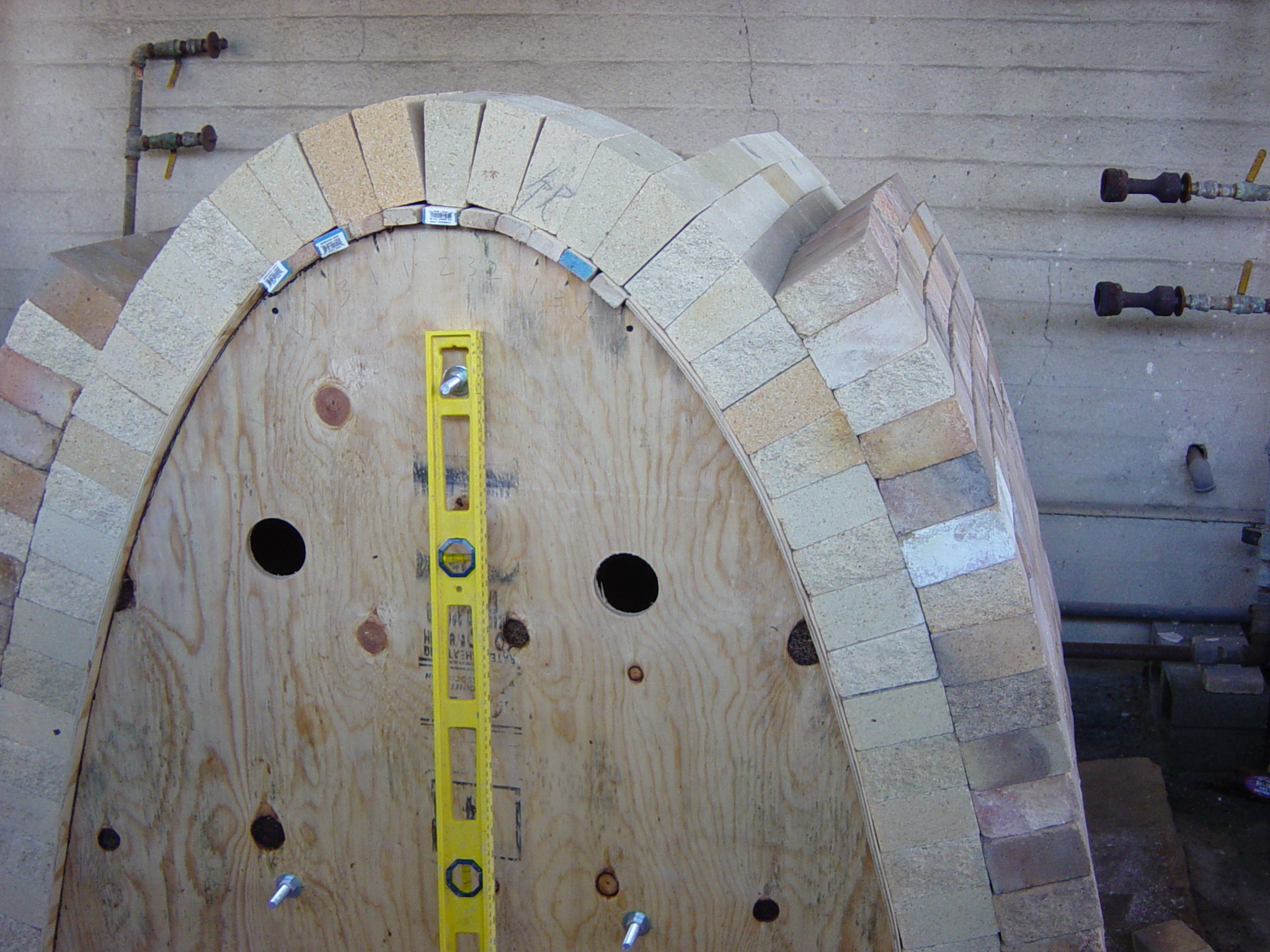
Піч у формі ланцюгової лінії

{\displaystyle y=-127,7'~\operatorname {ch} {\bigg (}{x \over 127,7'}{\bigg )}+757,7',}
У метрах це{\displaystyle y=-44,44~\operatorname {ch} {\bigg (}{x \over 44,44}{\bigg )}+263.}Ця арка була спроектована одним з найвідоміших архітекторів США Еро Сааріненом  у співпраці з математиком і інженером Ганнскарлом Бандель. За підказкою Бандель та Саарінен вибрали для своєї арки форму ланцюгової лінії, висота якої дорівнювала ширині біля основи.
«Горбатий» міст має форму, близьку до ланцюгової лінії.
Варто зауважити, що ланцюг підвісного моста має форму параболи, а не ланцюгової лінії. Це пов'язано з тим, що проліт мосту набагато важче ланцюга. Прикладом є знаменитий міст «Золота Брама» в Сан-Франциско.
Ланцюгові арки часто використовуються в будівництві печей. Щоб створити бажану криву, форму висячого ланцюга бажаних розмірів переносять на шаблон, який потім використовується як керівництво для розміщення цеглини або інших будівельних матеріалів.     